# Juana Aguirre Luco
Juana Rosa Aguirre Luco (Santiago, Chile 20 de noviembre de 1877-Santiago, 8 de diciembre de 1962) fue una ama de casa chilena, cónyuge del presidente radical Pedro Aguirre Cerda y como tal sirvió como primera dama desde 1938 hasta la muerte de su marido en 1941. Era apodada por los chilenos como Misiá Juanita.

## Biografía

### Primeros años de vida
Hija del médico José Joaquín Aguirre Campos y de su segunda esposa, Mercedes Luco Gutiérrez. Por lado materno, era prima hermana del diputado y ministro de Estado Ramón León Luco.
Se educó en las Monjas Inglesas de Santiago. Era una ferviente católica. Durante muchos años trabajó como visitadora social a domicilio de la sociedad de Hijas de María, del Colegio del Sagrado Corazón.

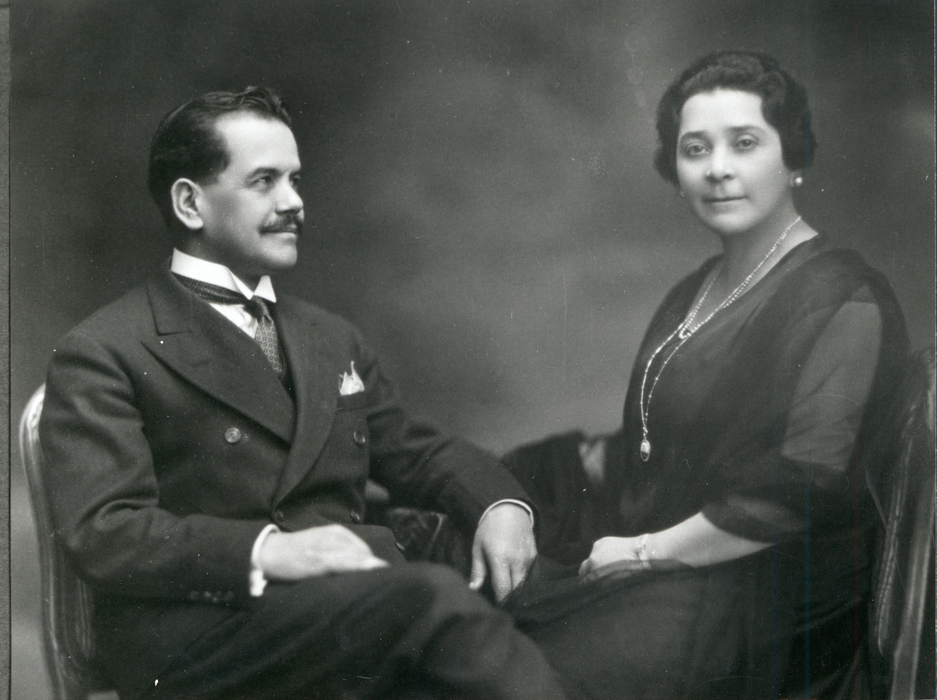
Pedro Aguirre Cerda y su cónyuge Juana Aguirre.

### Matrimonio
En vista de su condición de católica devota, causó sorpresa su matrimonio el 1 de octubre de 1916 con Pedro Aguirre Cerda, primo hermano y gran "comecuras", según el decir popular. Se casaron cuando ambos se acercaban a los cuarenta años y nunca tuvieron descendencia.
Doña Juanita continuó con su apoyo a la Asociación de Señoras Católicas contra la Tuberculosis y el Patronato nacional de la Infancia.

### Primera dama de Chile
En 1938 su esposo asume la Presidencia dejándola como la primera dama de Chile cargo de cual cumpliría una importante labor social: su Pascua de los Niños Pobres puso una nota diferente en las tradiciones navideñas y apoyando a su esposo en su programa educacional. Durante el terremoto de 1939, que asoló el sur del país, la primera dama ayudó a las familias de las víctimas.

### Viudez y últimos años de vida
Pero su felicidad se acabaría muy pronto en el año 1941 cuando su esposo Pedro Aguirre Cerda falleció afectado por una tuberculosis. Tras enviudar ella trata de mantener vivo el nombre de su fallecido esposo como Presidente de los pobres.
Tras la elección de Gabriel González Videla en 1946 éste la visitó y se declaró como su hijo espiritual.
Alejada de la vida política falleció el 8 de diciembre de 1962. Su tumba se encuentra en el Cementerio General de Santiago.